# Бріхін Сіті
«Бріхін Сіті» (шотл. Brechin Ceety Fitbaa Club) — професійний шотландський футбольний клуб з міста Бріхін. Виступає у шотландській Першій лізі як член Шотландської професійної футбольної ліги. Домашні матчі проводить на стадіоні «Глеб Парк», який вміщує 3 960 глядачів.

## Історія
«Бріхін Сіті» було засновано в 1906 році гравцями та функціонерами двох місцевих команд «Бріхін Харп» та «Бріхін Хартс».
Найбільшими досягненнями клубу залишаються 4 перемоги у третьому дивізіоні Шотландії. Остання була здобута в сезоні 2004-05. В активі клубу також є фінал Кубка виклику, де «Бріхін Сіті» програв команді «Квін оф зе Саут» з рахунком 2-0 в 2002-му.